# Franz Clouth
Franz Julius Albertus Clouth (* 18. Dezember 1838 in Köln; † 7. September 1910 ebenda) war als deutscher Unternehmer ein Pionier der Gummiverarbeitung. Er war 1868 Gründer der Clouth Gummiwerken AG in Köln-Nippes und war einer der ersten Gummifabrikanten in Deutschland. Gemeinsam mit dem ebenfalls in Köln ansässigen Kabelhersteller Felten & Guilleaume entwickelte er gummiummantelte Seekabel und lieferte 1899 den Bespannungsstoff für das Luftschiff LZ 1 des Ferdinand Graf von Zeppelin.

## Leben und Werk

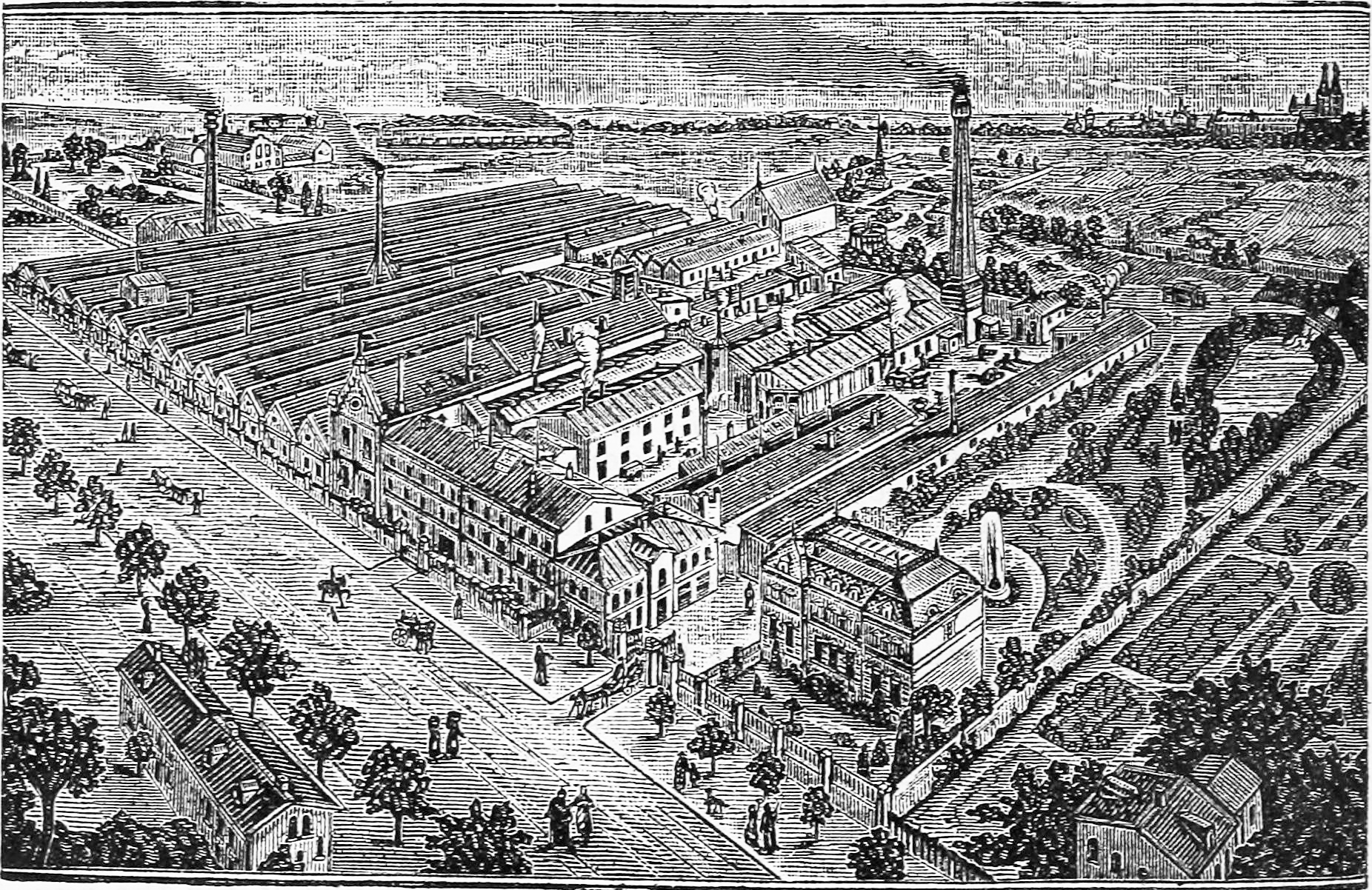
Clouth Gummiwerke von Nord-Westen, 1896

Franz Clouth wurde als Sohn des Buchdruckereibesitzers Wilhelm Clouth (1807–1871) und seiner Frau Anna Maria Katharina, geb. Ritter, geboren. Er absolvierte eine kaufmännische Ausbildung und verbrachte Lehrjahre in Großbritannien und Belgien. Zunächst war er in der Kölner Sternengasse als Vertreter für Gummiwaren tätig. Sein Firmenzeichen entsprach der Hausmarke des dortigen Gebäudes, einem Stern mit fünf Zacken.
Ab dem Jahre 1868 produzierte er in einem eigenen Betrieb, den Clouth Gummiwerken AG, in Köln-Nippes Gummiwaren. Dort verarbeitete er als einer der ersten Fabrikanten den Rohstoff Guttapercha. Bis 1879 wohnte Franz Clouth in der Sternengasse 3, von wo aus er täglich zu Pferde nach Nippes ritt. Erst 1879 wohnte er in Nippes, zunächst in der Florastraße (späteres Standesamt), um 1883 in eine Villa direkt neben dem Werk an der Niehler Straße einzuziehen. Er heiratete Josefine Baum (1847–1920), aus der Ehe ging Tochter Rose Clouth (* 1876) hervor.
Der Betrieb kooperierte mit dem Kabelhersteller Felten & Guilleaume, so dass Clouth an der Gründung mehrerer Unternehmen zur Herstellung von Seekabeln beteiligt war. Auch lieferte das Unternehmen im Jahre 1899 den Bespannungsstoff für das Luftschiff LZ 1 des Ferdinand Graf von Zeppelin. Der luftfahrtbegeisterte Firmeninhaber Clouth ließ in einer eigens errichteten Ballonhalle Freiballons bauen, um 1909 schließlich ein eigenes Luftschiff zu konstruieren. Das Unternehmen firmierte ab 1901 als Rheinische Gummiwarenfabrik Franz Clouth.
Franz Clouth beschäftigte sich auch forschend mit der Kautschukverarbeitung und -lagerung. Er engagierte sich politisch für die deutsche Kolonialpolitik, war aber auch als Gemeindepolitiker in Köln-Longerich und Köln-Nippes aktiv.

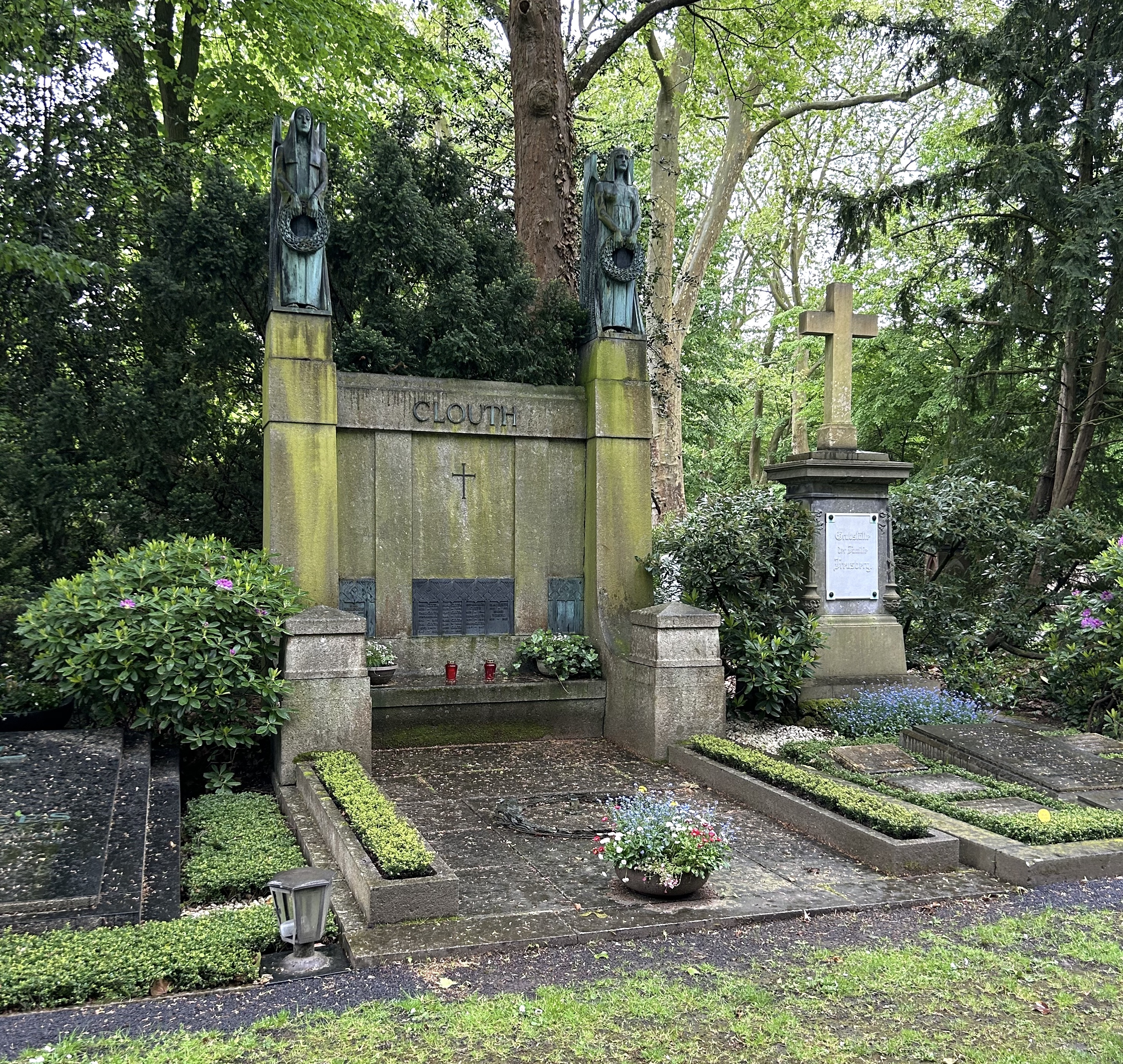
Grabstätte der Familie Franz Clouth auf dem Melaten-Friedhof Köln, (Bildhauer Rudolf Bosselt)

In seiner werksnahen Villa verstarb er unerwartet am 7. September 1910 und wurde auf dem Melaten-Friedhof (Millionenallee) begraben. Die Grabanlage der Familie Clouth wurde 1904 von Rudolf Bosselt gestaltet. Seine Frau Josefine Clouth übernahm noch in seinem Todesjahr 1910 die Leitung des Unternehmens. An den Unternehmer erinnert heute die nach ihm 1915 benannte Franz-Clouth-Straße in Köln-Nippes. An seine Frau Josephine Clouth erinnert heute ebenfalls eine Straße in Köln-Nippes auf dem ehemaligen Firmengelände. Die Firma Clouth Gummiwerke wurde im Januar 1997 mit ihrer Muttergesellschaft Continental AG verlustbedingt verschmolzen, wodurch die weltweit bekannte Firma endete.

## Namensherkunft
Auch wenn der Name Clouth französisch oder hugenottisch anmutet, so stammt er, wie die Familie aus dem Westerwald. Johannes Clouth, ein Vorfahr von Franz Clouth war bereits im Jahr 1670 in Köln ansässig. Am Niederrhein bezeichnet das Wort „Clouth“ oder „Clut“ so viel wie Kugel, was sich bis heute im Wort „Klütten“ als Bezeichnung für Braunkohlebriketts erhalten hat.